# Paraphasiopsis mellicornis
Paraphasiopsis mellicornis là một loài ruồi trong họ Tachinidae.